# جاستن واتسون
جاستن واتسون (بالإنجليزية: Justin Watson)‏ هو لاعب كرة قدم أمريكية أمريكي، ولد في 7 يناير 1975 في ذا برونكس في الولايات المتحدة.

## وصلات خارجية
- جاستن واتسون على موقع مرجع كرة القدم المحترفة.كوم (الإنجليزية)